# 波波乡
波波乡，是中华人民共和国四川省凉山彝族自治州甘洛县曾经下辖的一个乡。2020年6月，撤销波波乡，将原波波乡所属行政区域划归吉米镇管辖。

## 行政区划
波波乡撤销前下辖以下地区：
乃克村、乃托村、波波村、稳苟村和瓦托村。